# 토미 웅거러
토미 웅거러(Tomi Ungerer, 1931년 11월 28일 ~ 2019년 2월 9일)은 프랑스 알사스 지방의 스트라스부르그에서 태어난 프랑스의 동화작가이자 일러스트레이터이다. 그는 1998년 어린이문학의 노벨상이라 불리는 한스 크리스티안 안데르센상을 수상했으며 유럽문화상을 받았다. 30개국에서 그의 책 149종이 번역됐다. 대한민국에서도 《개와 고양이의 영웅 플릭스》 《꼬마 구름 파랑이》 등 그의 대표적 동화들이 번역 출간됐다. 그는 1976년부터 아일랜드에서 6000마리의 양을 기르며 살고 있지만 가을에는 ‘어린이와 교육을 위한 유럽의회 대사’로 일하기 위해 스트라스부르로 온다.

## 생애
1931년 프랑스 알사스 지방, 스트라스부르그에서 형제 중 막내로 태어난 그는 여섯 살 때 아버지가 세상을 떠나자 형편이 어려워 외할아버지 댁에서 어린 시절을 보내게 된다. 제2차 세계 대전 때 토미 웅거러가 살던 알사스 지방은 독일군에게 점령당하게 되는데 자신의 그림책에 무서운 강도, 어린이를 잡아먹는 거인, 뱀 등이 등장하는 것은 어린시절 전쟁 중 폭격을 피해 지하실에 살았을 때의 경험에 뿌리를 두고 있다고 말한다. 그는 알제리에서 군 생활을 마치고 미술학교에 갔으나 학교에 적응하지 못하고 퇴학당한다. 풍자 삽화를 보는 것을 좋아했는데 특히 뉴요커의 표지를 그렸던 소울 스타인버그를 존경하여 마침내, 1954년 토미 웅거러는 소울 스타인버그를 만나기 위해 단돈 60달러를 가지고 뉴욕을 향하게 된다.
첫 그림책 《멜롭스 하늘을 날다》(1957)를 출판하여 성공을 거두고 돼지 가족에 관한 《멜롭스》 시리즈를 잇따라 출판하고 《뉴욕해럴드》의 춘계 아동도서 명예상도 받았다. 뉴욕 타임즈와 텔레비전의 삽화를 그리기도 했고 베트남전에 반대하는 포스터를 그려 출판 금지를 겪기도 하나 세계에서 가장 풍자적이고 유머러스하며 데생이 뛰어난 화가 중의 하나라는 명성을 얻었다. 그렇지만 토미 웅거러는 무엇보다 어린이 책을 만드는 것을 좋아하였으며 한때 캐나다에 살다가 지금은 아일랜드에 살고 있다.
현재 스트라스부르그에는 평생 그가 제작한 6000점의 미술작품과 5000여점의 희귀 장난감들을 기증해 《토미 웅거러 박물관》이 만들어졌다. 그의 대표작 《곰인형 오토》는 독일과 프랑스에서 함께 초등학교 교과서가 되었으며 그의 작품이 널리 읽히는 것은 무엇보다 익살과 유머로 가득하기 때문이다.

## 작품 연보
글/ 그림에 참여한 작품
- 1957년: 《The Mellops Go Flying》
- 1957년: 《The Mellops Go diving for Treasure》
- 1958년: 《Crictor》. 장미란* 역). 「크릭터」. * 1995). 시공사.
- 1958년: 《The Mellops Strike Oil》
- 1958년: 《Adelaide》
- 1960년: 《Christmas Eve at the Mellops》
- 1961년: 《rufus》
- 1962년: 《Snail. where are you?》
- 1962년: 《The three Robboers》. 양희전* 역). 「세 강도」. * 1995). 시공사.
- 1963년: 《Come into My Parlor》
- 1963년: 《Frnaces Face-Maker : A Going-to-Bed Book》
- 1963년: 《The Mellops Go Spelunking》
- 1964년: 《One. Tow. There》s My Shoes?》
- 1966년: 《Orlando. the Brave Vulture》
- 1996년: 《The Moonman》. 김경하* 역). 「달사람」. * 1996). 비룡소.
- 1967년: 《Zeralda's Ogre》. 김경인* 역). 「제랄다와 거인」. * 1996). 비룡소.
- 1968년: 《Ask me a Question》
- 1968년: 《Cleopatra Goes Sledding》
- 1969년: 《The Sorcerer's Apprentice》
- 1970년: 《The Hat》
- 1971년: 《The Beast Of Monsieur Racine》
- 1971년: 《I am Papa Snap and these are My Favorit No such stories》
- 1973년: 《No kiss for Mother》
- 1974년: 《Allumette》
- 1974년: 《A storybook from Tomi Ungerer》

## 수상 경력
- 뉴욕 헤럴드 티뷰론지 춘계 어린이 도서 페스티벌(New York Herald Tribune Children's Spring Book Festival Honor Book)
  - The Mellops Go Flying(1957)
  - Crictor(1958)
  - The Moonman(1967)
- 뉴옥 타임즈 올 해의 최고 일러스트레이티드 북(New york Times Best Illustrated Children's Book of the Year)
  - The Three Robbers(1962)
  - The Beast Of Monsieur Racine(1971)
  - A storybook from Tomi Ungerer(1974)
  - The Great Song Book(1978)
- 일러스트레이터 협회 선정 금메달 수상(Society of Illustrators Gold Medal, 1969)
- 미국 그래픽 아트 협회상 수상(American Institute of Graphic Arts award)
  - The Hat(1969)
  - No Kiss for Mother(1973-74)
- 미국 그래픽 아트 협회 올 해의 책 50권(American Institute of Graphic Arts fifty books of the year)
  - The Beast of Monsieur Racine(1971)
- 미국 그래픽 아트 협회 어린이 도서전(American Institute of Graphic Arts Children's Book Show)
  - I Am Papa Snap and Theese are My Favorit No Such Stories(1971)
  - Oh, That's Ridiculous! (1972)
- 어린이를 위한 부룩린 아트 북(Brooklyn Arts Books for Children Citation)
  - The Moonman(1973)
  - The Beast of Monsieur Racine(1975)
- 몬트리올 세계 만화작가상 (1981)
- 프랑스 그래픽 아트 대상 (1995)
- 한스 크리스티안 안데르센상 (1998)
- 에리히 케스터너 상(2003)

## 참고 문헌
- 《환상그림책으로의 여행》, 한국어린이문학교육연구회[쪽 번호 필요]
- 《그림책의 이해》, 사계절[쪽 번호 필요]